# Mustafa Hamdi Sayar
Mustafa Hamdi Sayar (* 23. Oktober 1958 in Istanbul) ist ein türkischer Althistoriker und Epigraphiker.

## Leben
Mustafa Hamdi Sayar studierte von 1974 und 1978 Klassische Philologie, Klassische Archäologie und Alte Geschichte an der Universität Istanbul. Von 1979 bis 1984 arbeitete er im Archäologischen Museum von Istanbul und war dort für die antiken Inschriften zuständig. Von 1984 bis 1989 setzte er sein Studium der Alten Geschichte, Klassischen Philologie, Klassischen Archäologie und Byzantinistik an der Universität Wien fort und schloss dort 1989 mit der Promotion ab. Von 1989 bis 1998 arbeitete er als Assistent am Institut für Alte Geschichte der Universität Wien. 1993 legte er die Doçent-Prüfung an der Universität Istanbul ab. 1998 bis 1999 forschte er mit einem Stipendium der Alexander-von-Humboldt-Stiftung zu Inschriften aus Kiliken am Institut für Altertumskunde der Universität zu Köln, 1999 bis 2002 zu Kulturkontakten Kilikiens am Institut für Klassische Archäologie der Universität Bonn. Seit Juni 2003 lehrt er als Professor für Alte Geschichte an der Universität Istanbul.

## Veröffentlichungen (Auswahl)
- Perinthos-Herakleia (Marmara Ereğlisi) und Umgebung. Geschichte, Testimonien, griechische und lateinische Inschriften (= Veröffentlichungen der Kleinasiatischen Kommission. Nummer 9). Verlag der Österreichischen Akademie der Wissenschaften, Wien 1998, ISBN 3-7001-2766-9.
- Die Inschriften von Anazarbos und Umgebung. Teil 1: Inschriften aus dem Stadtgebiet und der nächsten Umgebung der Stadt (= Die Inschriften griechischer Städte aus Kleinasien Bd. 56). Habelt, Bonn 2000, ISBN 978-3-7749-2960-9
- mit Richard Posamentir, Adolf Hoffmann (Hrsg.): Hellenismus in der Kilikia Pedias. Bericht zum Internationalen Kolloquium im Deutschen Archäologischen Institut Berlin am 13. und 14. Februar 2009. Istanbul 2011, ISBN 978-605-5607-76-0.